# Leichtathletik-Weltmeisterschaften 2017/Teilnehmer (Schweiz)
| Gelbes Symbol für Goldmedaillen mit stilisierten Olympischen Ringen | Graues Symbol für Silbermedaillen mit stilisierten Olympischen Ringen | Braundes Symbol für Bronzemedaillen mit stilisierten Olympischen Ringen |
| ------------------------------------------------------------------- | --------------------------------------------------------------------- | ----------------------------------------------------------------------- |
| —                                                                   | —                                                                     | —                                                                       |

Vom Schweizer Leichtathletikverband Swiss Athletics wurden 16 Athletinnen und drei Athleten für die Leichtathletik-Weltmeisterschaften 2017 in London nominiert, das bis dato größte Team für eine WM.

## Ergebnisse

### Frauen

#### Laufdisziplinen
| Athletin                                                                                  | Disziplin        | Vorlauf     | Vorlauf | Halbfinale         | Halbfinale         | Finale             | Finale             |
| Athletin                                                                                  | Disziplin        | Zeit        | Platz   | Zeit               | Platz              | Zeit               | Platz              |
| ----------------------------------------------------------------------------------------- | ---------------- | ----------- | ------- | ------------------ | ------------------ | ------------------ | ------------------ |
| Mujinga Kambundji                                                                         | 100 m            | 11,14 s     | 9       | 11,11 s            | 10                 | nicht qualifiziert | nicht qualifiziert |
| Salomé Kora                                                                               | 100 m            | 11,30 s     | 22      | 11,31 s            | 22                 | nicht qualifiziert | nicht qualifiziert |
| Sarah Atcho                                                                               | 200 m            | 23,09 s     | 13      | 23,13 s            | 14                 | nicht qualifiziert | nicht qualifiziert |
| Cornelia Halbheer                                                                         | 200 m            | 23,51 s     | 27      | nicht qualifiziert | nicht qualifiziert | nicht qualifiziert | nicht qualifiziert |
| Mujinga Kambundji                                                                         | 200 m            | 22,86 s     | 6       | 23,00 s            | 10                 | nicht qualifiziert | nicht qualifiziert |
| Selina Büchel                                                                             | 800 m            | 2:00,23 min | 3       | 1:59,85 min        | 9                  | nicht qualifiziert | nicht qualifiziert |
| Fabienne Schlumpf                                                                         | 3000 m Hindernis | 9:36,08 min | 13      | nicht qualifiziert | nicht qualifiziert | nicht qualifiziert | nicht qualifiziert |
| Petra Fontanive                                                                           | 400 m Hürden     | 56,13 s     | 16      | 55,79 s            | 12                 | nicht qualifiziert | nicht qualifiziert |
| Yasmin Giger                                                                              | 400 m Hürden     | 57,72 s     | 36      | nicht qualifiziert | nicht qualifiziert | nicht qualifiziert | nicht qualifiziert |
| Léa Sprunger                                                                              | 400 m Hürden     | 55,14 s     | 6       | 54,82 s            | 3                  | 54,59 s            | 5                  |
| Laura Polli                                                                               | 20 km Gehen      |             |         |                    |                    | 1:39,05 h SB       | 49                 |
| Sarah Atcho Samantha Dagry Ajla Del Ponte Cornelia Halbheer Mujinga Kambundji Salomé Kora | 4 × 100 m        | 42,50 s NR  | 5       |                    |                    | 42,51 s            | 5                  |

#### Sprung/Wurf
| Athletin       | Disziplin      | Qualifikation | Qualifikation | Finale             | Finale             |
| Athletin       | Disziplin      | Höhe          | Platz         | Höhe               | Platz              |
| -------------- | -------------- | ------------- | ------------- | ------------------ | ------------------ |
| Nicole Büchler | Stabhochsprung | 4,55 m        | 7             | 4,45 m             | 11                 |
| Angelica Moser | Stabhochsprung | 4,50 m        | 13            | nicht qualifiziert | nicht qualifiziert |

#### Siebenkampf
| Athletin            | Disziplin | 100 m Hürden | Hochsprung | Kugelstoßen | 200 m   | Weitsprung | Speerwurf | 800 m       | Punkte | Platz |
| ------------------- | --------- | ------------ | ---------- | ----------- | ------- | ---------- | --------- | ----------- | ------ | ----- |
| Caroline Agnou      | Ergebnis  | 13,95 s      | 1,68 m     | 13,64 m     | 24,64 s | 6,22 m     | 43,54 m   | 2:18,57 min | 6001   | 21    |
| Caroline Agnou      | Punkte    | 985          | 830        | 770         | 920     | 918        | 735       | 843         | 6001   | 21    |
| Géraldine Ruckstuhl | Ergebnis  | 13,80 s PB   | 1,80 m     | 13,36 m     | 24,84 s | 5,82 m     | 52,15 m   | 2:14,85 min | 6230   | 11    |
| Géraldine Ruckstuhl | Punkte    | 1007         | 978        | 751         | 902     | 795        | 902       | 895         | 6230   | 11    |

### Männer

#### Laufdisziplinen
| Athlet                     | Disziplin    | Vorlauf | Vorlauf | Halbfinale | Halbfinale | Finale             | Finale             |
| Athlet                     | Disziplin    | Zeit    | Platz   | Zeit       | Platz      | Zeit               | Platz              |
| -------------------------- | ------------ | ------- | ------- | ---------- | ---------- | ------------------ | ------------------ |
| Alex Wilson                | 100 m        | 10,24 s | 23      | 10,30 s    | 21         | nicht qualifiziert | nicht qualifiziert |
| Alex Wilson                | 200 m        | 20,54 s | 20      | 21,22 s    | 25         | nicht qualifiziert | nicht qualifiziert |
| Kariem Hussein             | 400 m Hürden | 50,12 s | 24      | 49,13 s    | 8          | 50,07 s            | 8                  |
| Alejandro Francisco Florez | 50 km Gehen  |         |         |            |            | DSQ                | DSQ                |